# Trzcianka (dopływ Łagi)
Trzcianka (pot. Trzcianica, Trzcinica) – rzeka o długości 28,8 km, dopływ Łagi i Noteci. Powierzchnia dorzecza wynosi 101,9 km².
Górny bieg rzeki do jeziora Sarcze nosi nazwę Niekurska Struga. Ma ona źródło na południowy wschód od jeziora Jeleń, skąd płynie w kierunku południowo-wschodnim przez wieś Niekursko, następnie płynie pomiędzy jeziorem Sarcze a Okunie. Ok. 0,3 km na wschód od Sarczego – Niekurska Struga rozdziela się na mały ciek uchodzący do Sarczego oraz rzekę Trzciankę, która dalej płynie w kierunku południowym przez miasto Trzcianka, a za nim na południowy wschód przy wsi Radolin.
Punkt ujścia Trzcianki oraz recypient są niejednoznaczne i zależne od publikacji, co jest związane z rozbudowanym systemem wodnym doliny Noteci. Znaczną część wód Trzcianki odbiera obecnie odchodzący za Radolinem kanał (o dł. 1,7 km) biegnący na wschód do Noteci, przy drodze powiatowej Radolin–Walkowice, który przecina także Łagę.
Nazwę Trzcianka ustalono urzędowo w 1949 roku, zastępując poprzednią niemiecką nazwę Schönlanker Mühlenfließ.